# Fokker V.1
Fokker V.1 là một mẫu thử máy bay tiêm kích của Đức năm 1916, do hãng Fokker-Flugzeugwerke chế tạo.

## Tính năng kỹ chiến thuật
Dữ liệu lấy từ 
Đặc tính tổng quan
- Kíp lái: 1
- Chiều dài: 5,64 m (18 ft 6 in)
- Sải cánh trên: 8,00 m (26 ft 3 in)
- Sải cánh dưới: 5,56 m (18 ft 3 in)
- Động cơ: 1 × Oberursel U.1, 75 kW (100 hp)

Hiệu suất bay